# Щавель альпийский
Щавель альпийский (лат. Rúmex alpinus) — вид цветковых растений рода Щавель (Rumex) семейства Гречишные (Polygonaceae).

## Ботаническое описание

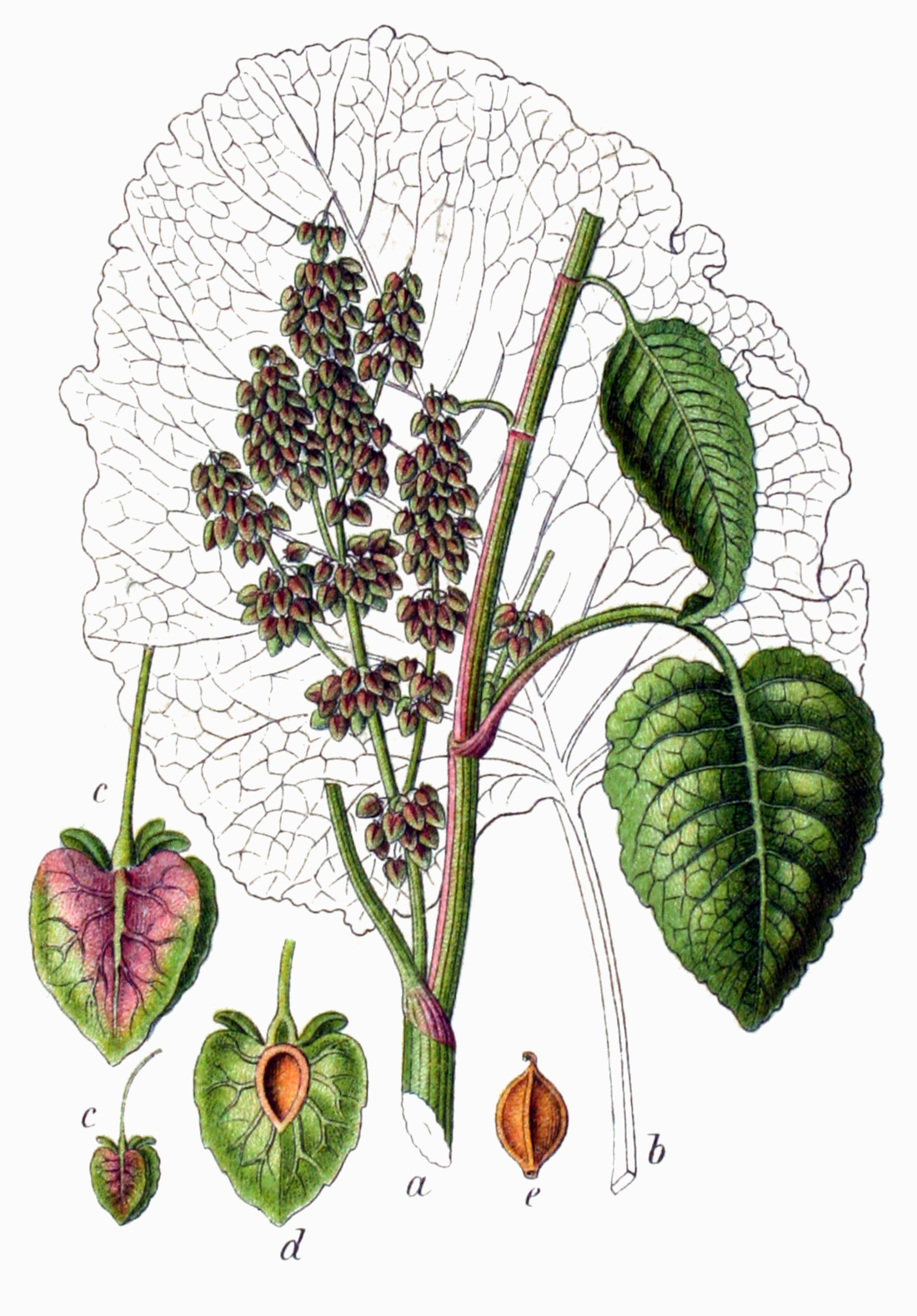
Иллюстрация в издании Sturm: Deutschlands Flora in Abbildungen, 1796

Листопадное многолетнее травянистое растение развивается из корневища, расположенного у поверхности земли, толщиной с большой палец, из которого вскоре появляются побеги, высотой 50-100 см. Благодаря горизонтальному ветвлению неодревесневшего корневища растение с крупными листьями может довольно быстро распространяться вегетативно, то есть клонально, и постепенно заселять луга на горных пастбищах на значительной площади. Вертикальный и крепкий стебель лишь в верхней части немного разветвлён, очень многочисленные неприметные цветки стробируют в середине лета. Молодые растения, проросшие из семян, обнаруживаются редко.
Вскоре после таяния снега из корневищ, сохранившихся в почве, появляются побеги с желтовато-зелёными или медно-красными листьями. Листья разделены на черешок и листовую пластинку. Черешок относительно длинный. Базальные листья сердцевидные у основания лопасти, длиной до 50 см, со слегка волнистым краем. Стеблевые листья ланцетные.
Период цветения в северном полушарии — с июня по август. Длинное, разветвлённое соцветие-метёлка густо оплетает цветки. Шесть прицветников зеленоватые. Во время плодоношения внутренние прицветники увеличиваются до красновато-коричневых, с цельными краями. Гемикриптофит, полурозеточное растение, зимующий многолетник. Опыление происходит ветром. Семена жёлто-коричневые, блестящие, сохраняют всхожесть более 10 лет. Плоды созревают с августа по октябрь.
Число хромосом 2n = 20.

## Распространение и экология

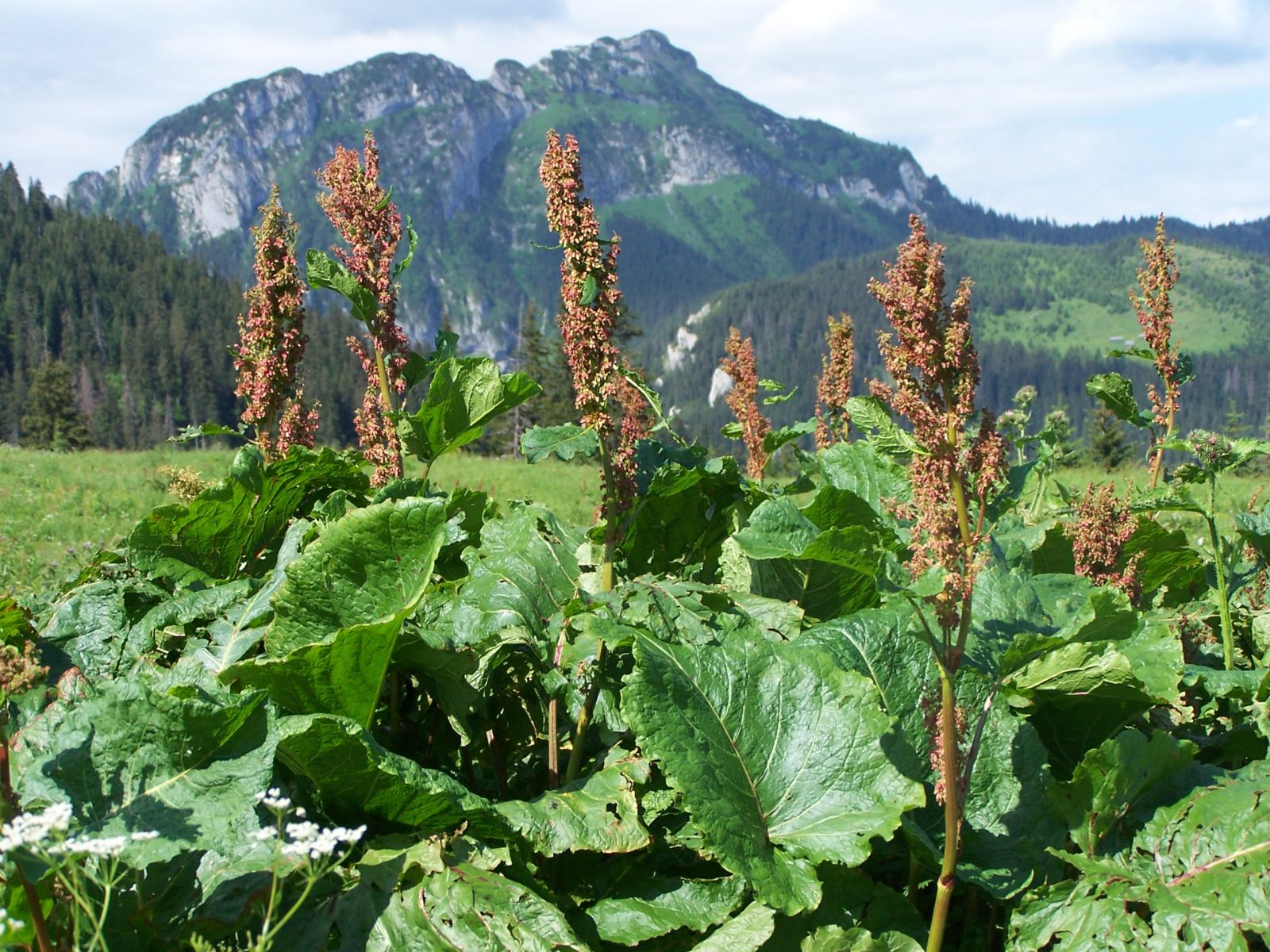
Rumex alpinus в конце сезона цветения

Произрастает в горах Центральной, Южной и Восточной Европы, а также в Турции и на Кавказе. Rumex alpinus — нежелательный, вытесняющий неофит, на отдельных склонах и плато, которые летом служат для выпаса скота, в Шотландии, в Северной Европе и Северной Америке, он сильно нарушает видовое разнообразие и возможности сельскохозяйственного использования земель. Распространён на высотах от 1000 до 2600 м. В Альпах Алльгау встречается в основном на высоте от 1000 до 2000 м. Местообитание — влажные и богатые азотом почвы.
Азотолюбивое растение и считается индикатором удобрений. В горах это растение часто встречается вокруг альпийских хижин и у водопоев скота. Растение особенно хорошо переносит высокое содержание азота в навозе и накопительной флоре, создаваемой скотом. Оно может сохраняться в течение десятилетий, а иногда и столетий после прекращения альпийского земледелия, когда от альпийской хижины почти ничего не остается.

## Таксономия
Впервые вид научно описан в 1759 году Карлом Линнеем. Видовой эпитет alpinus означает «из Альп».

## Использование

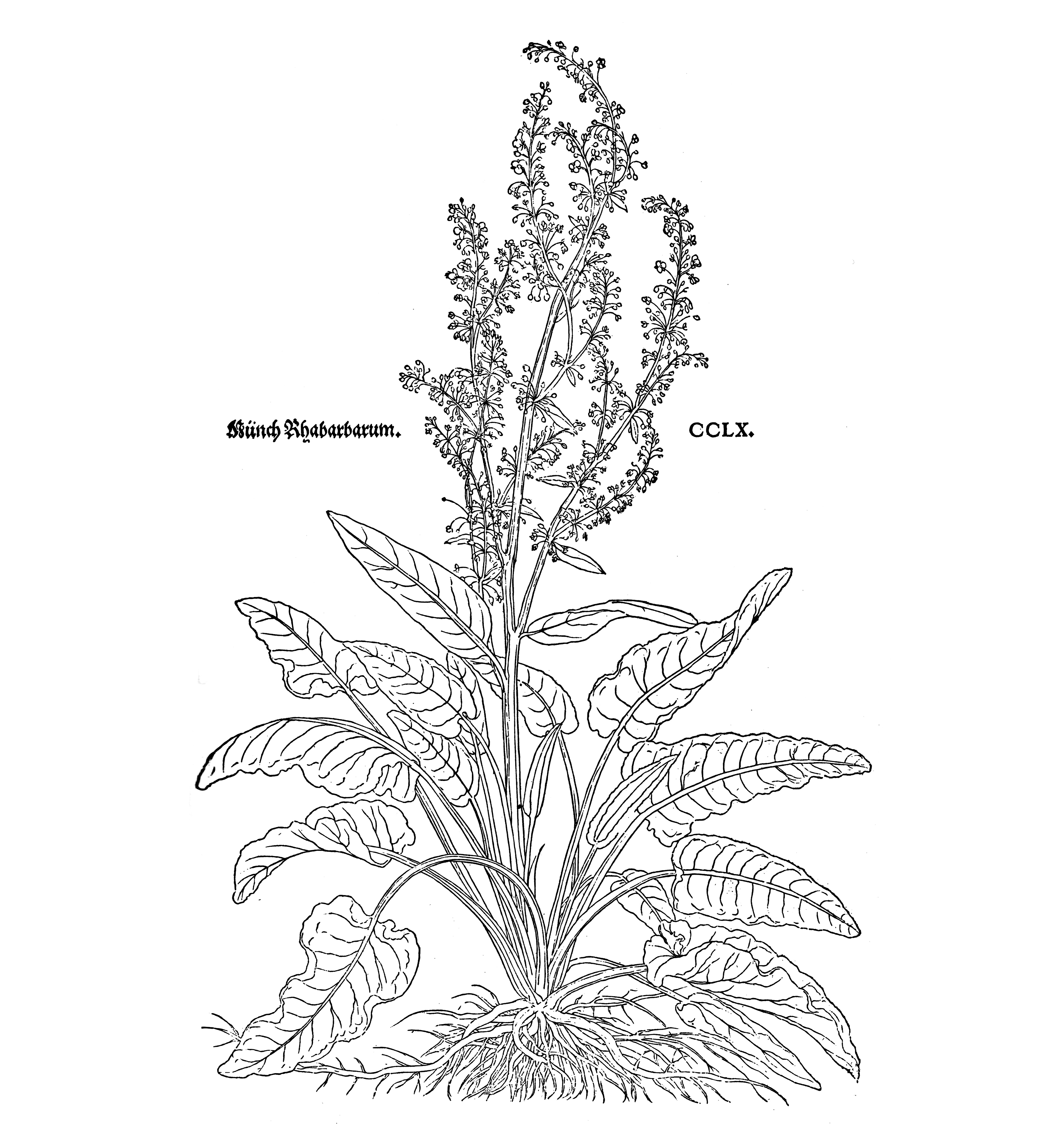
«Münch Rhabarbarum» — Rumex alpinus. Leonhart Fuchs, 1543

Из-за высокого содержания щавелевой кислоты не служит кормом для скота. Кроме того, надземные части этих растений не так быстро увядают, как у других растений на горных и высокогорных пастбищах, поэтому они доставляют неудобства при заготовке сена. Кроме того, у этих растений очень устойчивые корневища. Семена могут сохранять всхожесть до 13 лет. В связи с этим вид считается трудноискоренимым сорняком пастбищ. Там, где с ним вовремя не борются, он может годами формировать сомкнутые, заросли на больших площадях, без какого-либо травостоя между ними.
С другой стороны, в прошлом предполагаемое «полезное растение» было якобы настолько популярно в некоторых местах, что семена собирали и сеяли заново. В настоящее время это считается полной бессмыслицей и небрежностью.
В Альпах щавель альпийский варили, измельчали в пюре и хранили для откорма свиней. В зависимости от региона приготовление массы различалось. Из швейцарских Гризонов сообщали, что при откорме свинины альпийским пюре она становится вкуснее и хранится дольше. Натертая солью и подвешенная на зиму для просушки, свинина сохранялась семь-восемь лет.
В 1539 году Иеронимус Бок в своём «Травнике» писал, что трава, называемая среди монахов «ревень», была впервые обнаружена («изобретена») в лесу Симонс в Шварцвальде и впоследствии тайно выращивалась в монастырях босоногих и карфузианцев. Этот «монашеский ревень» использовался как местный заменитель торгового корня ревеня, то есть как средство от болезней, возникающих от «нечистой холеры и нечистой мокроты». Уже в 1537 году Отто Брунфельс напечатал в своём сборнике иллюстрацию растения, которое, по его словам, выращивалось в садах и использовалось в народной медицине так же, как иностранный корень ревеня. Наконец, в 1543 году Леонхарт Фукс в своем «Новом крейцербухе» изобразил щавель альпийский в натуральном виде и назвал его «Münch Rhabarbarum». По примеру Фукса Бок также добавил иллюстрацию щавеля альпийского во второе издание своего «Крейцербуха» в 1546 году.